# Steve Alford
Stephen Todd Alford (Franklin, Indiana, 23 de noviembre de 1964) es un exjugador y actual entrenador de baloncesto estadounidense que jugó durante cuatro temporadas en la NBA. Ganó la medalla de oro con la selección de baloncesto de Estados Unidos en el torneo de baloncesto de los Juegos Olímpicos de Los Ángeles 1984. Con 1,88 metros de altura, actuaba en la posición de base. Desde abril de 2019 se desempeña como entrenador de los Nevada Wolf Pack, un equipo de la Mountain West Conference de la División I de la NCAA. 

## Trayectoria deportiva

### Universidad
Jugó a las órdenes de Bobby Knight durante 4 temporadas en la Universidad de Indiana, donde llegó a ser el máximo anotador de la historia de la universidad con 2.438 puntos (superado años más tarde por Calbert Cheaney). Fue elegido el mejor jugador del equipo en todos los años que jugó, siendo además seleccionado en sus tres últimas temporadas en el mejor quinteto de la Big Ten Conference. Ganó el título de la NCAA en 1987, tras imponerse en la final a Syracuse, en la que anotó 23 puntos, con 7 de 10 desde la línea de tres puntos.
Su porcentaje final de tiros libres fue del 89,8%, el cuarto mejor de la historia de la liga universitaria. En total, promedió 19,5 puntos 3,1 asistencias y 2,8 rebotes por partido. En 1986 y 1987 fue elegido en el primer quinteto All-American.

#### Estadísticas
| Año     | Equipo  | PJ  | PT  | MPP  | %TC  | %3P  | %TL  | RPP | APP | ROB | TPP  | PPP  |
| ------- | ------- | --- | --- | ---- | ---- | ---- | ---- | --- | --- | --- | ---- | ---- |
| 1983–84 | Indiana | 31  | 27  | 38.0 | .592 |      | .913 | 2.6 | 3.2 | 1.5 | 0.1  | 15.5 |
| 1984–85 | Indiana | 32  | 31  | 36.0 | .538 |      | .921 | 3.2 | 2.7 | 1.4 | 0.0  | 18.1 |
| 1985–86 | Indiana | 28  | 28  | 37.0 | .556 |      | .871 | 2.7 | 2.8 | 1.8 | 0.0  | 22.5 |
| 1986–87 | Indiana | 34  | 34  | 37.0 | .474 | .530 | .889 | 2.6 | 3.6 | 1.1 | .0.1 | 22.0 |
| Total   | Total   | 125 | 120 | 37.0 | .533 | .530 | .898 | 2.8 | 3.1 | 1.4 | 0.1  | 19.5 |

### Selección nacional
En el verano de 1984 fue convocado por la selección de baloncesto de Estados Unidos para participar en las Olimpiadas de Los Ángeles, donde ganaron la medalla de oro derrotando a España en la final.

### Profesional
Fue elegido en el puesto 26, en la segunda ronda del Draft de la NBA de 1987 por Dallas Mavericks, donde a pesar de su brillante trayectoria universitaria, en su primera temporada apenas jugó 7 minutos por partido. A poco de comenzar la temporada siguiente fue traspasado a Golden State Warriors, donde mejoró su aportación al equipo, pero sin pasar de los 15 minutos de juego por encuentro. Regresó a Dallas al año siguiente, donde tras dos temporadas en las que apenas participó en el juego, decidió retirarse, con solo 26 años. En total promedió 4,4 puntos y 1 asistencia por partido.

### Entrenador
Un año después de dejar el baloncesto como jugador, aceptó el puesto de entrenador en la pequeña universidad de Mánchester College, de la División III de la NCAA, donde en cuatro años ganó dos títulos de conferencia. Pasó posteriormente por la Universidad Estatal de Misuri, donde estuvo otros cuatro años, llevando a su equipo a la fase final de la NCAA en su última temporada, siendo eliminado en octavos. En 1999 firmó por la Universidad de Iowa, donde en 8 temporadas ganó dos títulos de la Big Ten Conference y clasificó a su equipo en tres ocasiones para la lucha por el campeonato. Desde 2007 entrena a la Universidad de Nuevo México.

## Vida personal
Es el padre del actual jugador profesional Bryce Alford, al que dirigió en su etapa universitaria.
Es uno de los protagonistas del libro A Season on the Brink del periodista John Feinstein, que detalla el desarrollo de la campaña de los Indiana Hoosiers en la temporada 1985-86 de la NCAA (en la versión cinematográfica de la historia estrenada en 2002 es interpretado por el actor James Lafferty).
Es autor del libro Playing for Knight: My Six Seasons with Coach Knight, publicado en 1989. 